# Ghiacciaio Decker
Il ghiacciaio Decker è un ghiacciaio vallivo lungo circa 5 km situato nella regione centro-occidentale della Dipendenza di Ross, in Antartide. Il ghiacciaio, il cui punto più alto si trova a circa 1000 m s.l.m., si trova in particolare nella zona orientale della dorsale Asgard, dove fluisce verso nord-est partendo dal versante nord-orientale del monte Newall e costeggiando il versante occidentale della cresta Gallagher, parallelamente al ghiacciaio Ferguson, fino a unire il proprio flusso a quello del ghiacciaio Wright inferiore.

## Storia
Il ghiacciaio Decker è stato mappato dalla squadra occidentale della spedizione Terra Nova, condotta dal 1910 al 1913 e comandata dal capitano Robert Falcon Scott, ma è stato così battezzato solo in seguito dal Comitato consultivo dei nomi antartici in onore William D. Decker, un aiuto-macchinista della squadriglia di supporto antartico VX-6, della marina militare statunitense, che l'11 ottobre 1971 morì presso la stazione McMurdo.